# Ledenjak Jostedalsbreen
Ledenjak Jostedalsbreen je najveći ledenjak u Norveškoj, ali ujedno i najveći ledenjak u kontinentalnoj Europi. Smješten je sjeverno od područja Bergen i Sognefjord, u norveškom okrugu Sogn og Fjordane. Ledenjak Jostedalsbreen se nalazi u općinama Luster, Balestrand, Jølster i Stryn. Najviši vrh je u području Lodalskåpa, s nadmorskom visinom od 2 083 metra, dok je najviša točka samog ledenjaka Høgste Breakulen s nadmorskom visinom od 1 957 metara. Dijelovi ledenjaka se granaju u doline (oko 50 grana), kao na primjer Bøyabreen (u mjestu Fjærland) i Nigardsbreen, koji se nalaze na nadmorskoj visini od oko 300 metara. Ukupna površina ledenjaka je 487 km2. Najdeblji dio ledenjaka je 600 metara. Duljina ledenjaka je oko 60 kilometara i pokriva polovinu nacionalnog parka Jostedalsbreen, koji je osnovan 1991. 
Ledenjak se održava zbog velike količine oborina snijega u tom području, a ne zbog hladnih temperatura. To znači da ledenjak ima veliki iznos topljenja leda u svom podnožju. 2006. je jedna grana ledenjaka (Briksdalsbreen) izgubila 50 metara leda u visini, za samo par mjeseci. Nedavna mjerenja su pokazala da se ledenjak povukao 146 metara u području Briksdalsbreena, što ukazuje na povećano topljenje ledenjaka zbog globalnog zatopljenja. Muzej ledenjaka Fjærland organizira posjete ledenjaku različitih duljina I stupnja težine.